# Appius Claudius Pulcher (Konsul 143 v. Chr.)
Appius Claudius Pulcher (* vor 180 v. Chr.; † zwischen 132 v. Chr. und Anfang 129 v. Chr.) war ein Politiker der römischen Republik.
Appius Claudius Pulcher war im Jahr 143 v. Chr. Konsul und 136 v. Chr. Zensor. Er wird auch, aber wohl aufgrund einer Verwechslung, als princeps senatus zu dieser Zeit bezeichnet. In seinem Konsulat wollte er nach einem geringen Erfolg über die Salasser eigenmächtig einen vom Senat nicht bewilligten Triumphzug abhalten. Ein Volkstribun drohte ihn deshalb vom Triumphwagen zu zerren. Da stellte sich Pulchers Tochter Claudia zu ihrem Vater auf den Wagen und schützte ihn so kraft ihrer Unverletzlichkeit als Vestalin.
Appius Claudius Pulcher war ein Rivale des jüngeren Scipio und mit Tiberius Sempronius Gracchus verbündet. Dieser heiratete eine andere Tochter Pulchers, die ebenfalls Claudia hieß. Appius Claudius Pulcher sicherte Tiberius’ Landreform und bildete mit Tiberius und seinem Bruder Gaius ein Triumvirat, um den ager publicus zu überwachen, Land in öffentlichem Besitz, das Tiberius unter den Veteranen des Dritten Punischen Krieges verteilen wollte. Eine andere Fraktion im Senat stellte sich ihnen entgegen und ließ Tiberius Ende 132 v. Chr. ermorden. Appius Claudius Pulcher starb zwischen diesem Jahr und Anfang 129 v. Chr., dem Zeitpunkt des Todes Scipios.
Seine Frau hieß Antistia und sein gleichnamiger Sohn war 79 v. Chr. Konsul.